# Henri Guillaume de Furstemberg
Henri Guillaume de Furstemberg, né le 7 mars 1719 à Scheimen (Duché de Courlande), mort le 6 septembre 1817 à Versailles (Yvelines), est un général Courlandais de la révolution et de l’Empire.

## États de service
Il entre en service en 1740 au service de la Prusse, puis il passe sous-lieutenant le 1er mars 1756 au régiment d’Alsace, il est blessé d’un coup de feu à la jambe droite à la bataille de Minden le 1er août 1759. Il est fait lieutenant le 1er novembre 1759, et il participe à la campagne en Hanovre de 1757 à 1763, il est blessé d’un coup de feu à la jambe gauche le 15 octobre 1760 à la Bataille de Kloster Kampen. 
Le 29 février 1768, il est nommé capitaine, et il part avec son régiment pour la campagne en Corse de 1771 à 1773. Il est incorporé au régiment de Bouillon le 15 juillet 1775, et il assiste au siège de Gibraltar de 1781 à 1783.
Le 12 janvier 1792, il passe lieutenant-colonel au 20e régiment d’infanterie, et il est nommé chef de brigade le 21 octobre 1793, à la 39e demi-brigade de bataille.
Il est promu général de brigade le 13 ventôse an II (3 mars 1794), et il prend le commandement de Toulouse. 
Le 1er vendémiaire an IX (23 septembre 1800), il est nommé commandant du 1er bataillon de la 1re demi-brigade de vétérans à Versailles.
Il est fait chevalier de la Légion d’honneur le 26 novembre 1803.

## Sources
- (en) « Generals Who Served in the French Army during the Period 1789 - 1814: Eberle to Exelmans »
- « Cote LH/1045/71 », base Léonore, ministère français de la Culture